# Bassam Abdul-Salam
Bassam Abdul-Salam (* 17. Oktober 1967) ist ein Musiker und Erfinder. Abdul-Salam ist tätig in den Bereichen Orchester, Neue Musik, Musical, Avantgarde sowie Solo Performances.

## Ausbildung
An der Hochschule für Musik Freiburg bei Bernhard Wulff studierte er von Oktober 1989 bis Mai 1994 klassisches Schlagwerk, Orchestermusik und Schlagzeug. Das Studium schloss er mit einem Diplom ab. Abdul-Salam studierte die Batá-Trommeln der Afro-Kubanischen Religion „Santería“ in Kuba.

## Auftritte
Abdul-Salam spielte bei Rundfunk- und Sinfonieorchestern. Dabei trat er auf bei internationalen Festivals, z. B. bei den Berliner Festwochen, an den Salzburger Festspielen sowie an der Biennale Venedig. Seit 2001 ist er als Percussionist und Solotrommler bei Disneys „Der König der Löwen“ in Hamburg tätig.

## Sonstiges
Abdul-Salam gab 2016 auch ein bOdrum-Workshop, für die Lehramtsstudiengänge Musik und Sport sowie BA/MA Populäre Musik und Medien an der Universität Paderborn. Abdul-Salam zeigte darin die Möglichkeiten der Nutzung von Trommeln, Bewegung und Musik zur Förderung des Spracherwerbs in DaZ Klassen (Deutsch als Zweitsprache).

## Patent
Er ist der Erfinder von Fit4Drums. Er hat die bOdrum international patentieren lassen.

## Diskographie
Hier seine Diskographie:
- Jowaegerli (als Abdul Bassam Salam) in V.A. – Klangkunst (CD, Comp) Prestel-Verlag 1996, ISBN 3-7913-1699-0.
- V.A. – Wittener Tage für Neue Kammermusik 1997 (2xCD, Comp) Kulturforum Witten WD 97 1997
- The Tonal und 1 weitere…Mesias Maiguashca – Reading Castañeda (CD, Album) WERGO WER 2053-2 1997
- Heiner Goebbels – Surrogate Cities* (CD, Album) ECM New Series, ECM 1688, 465 338-2, ECM New Series 1688 2000
- V.A. – Disneys der König der Löwen (Das Broadway Musical im Hamburger Hafen)